# Воинский эшелон

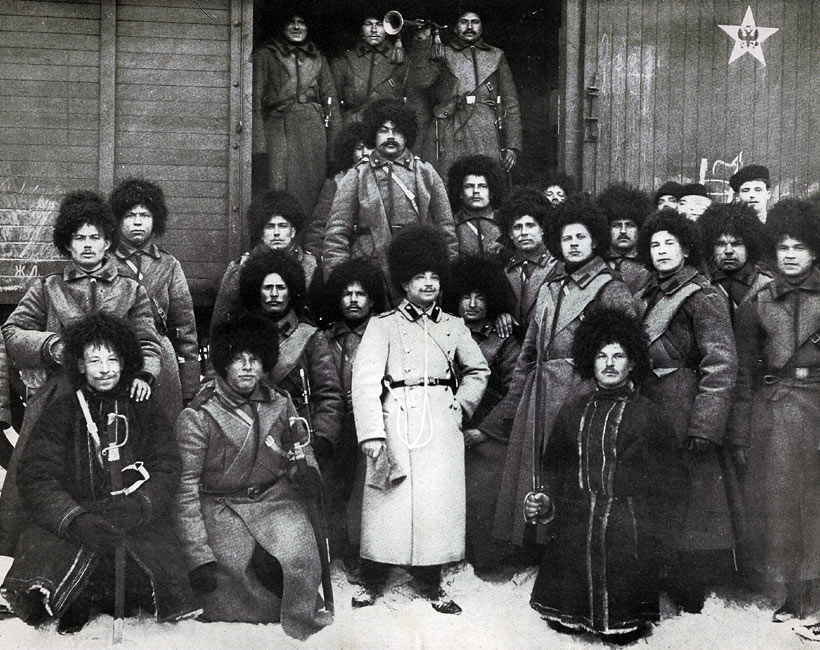
Воинский эшелон 23-я артиллерийской бригады перед отправлением на воинском поезде из Гатчины на японский фронт в Маньчжурию, зима 1904 года.
По просьбе фотокорреспондента Виктора Буллы канониры картинно выстроились для парадного снимка, а на вагоне пятиконечная звезда с орлом.

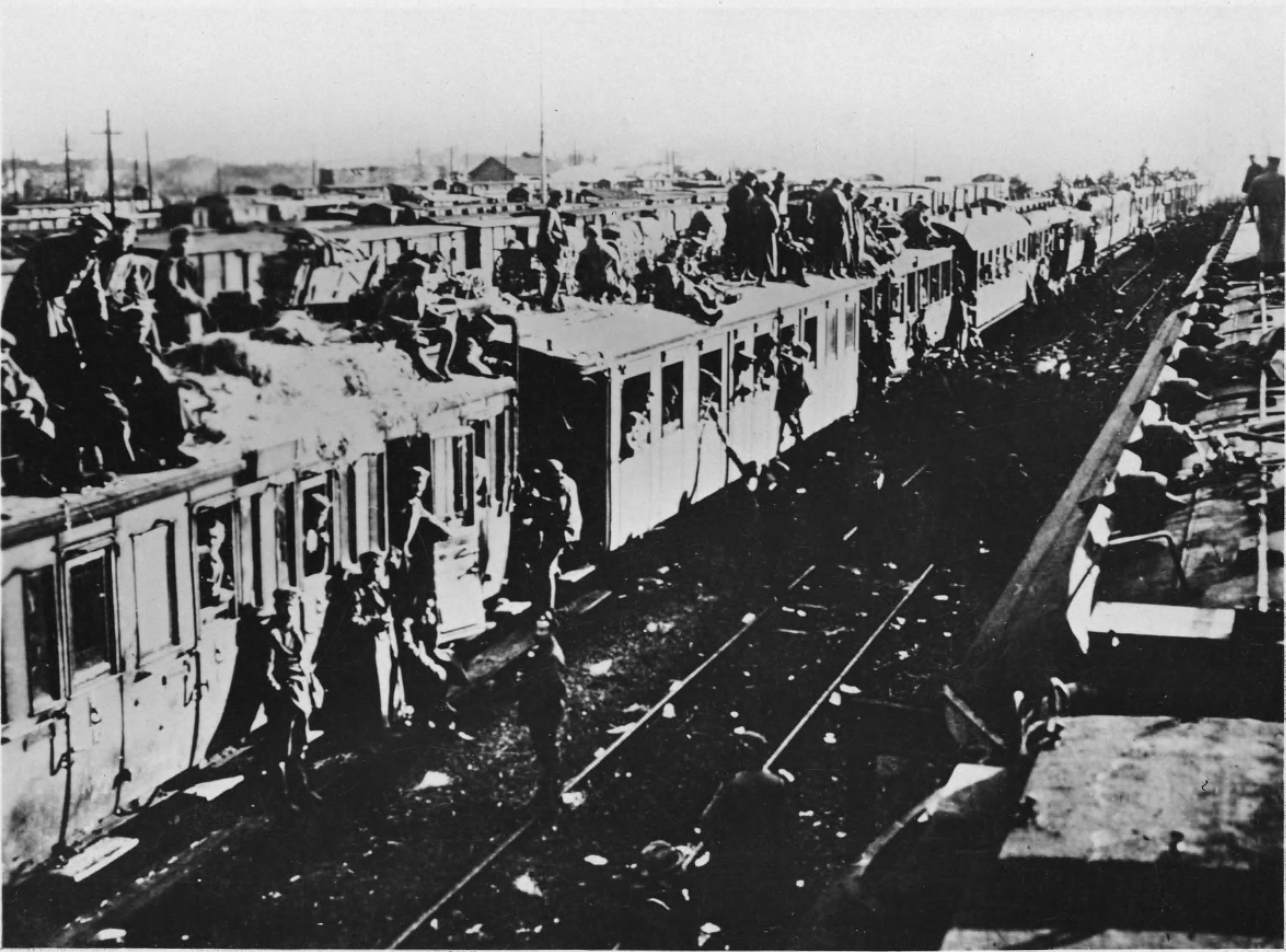
Воинский эшелон во время демобилизации немецкой армии, западный фронт, 1918 год. Солдаты залезают на крыши и двери поезда, места внутри которого уже заняты другими солдатами.

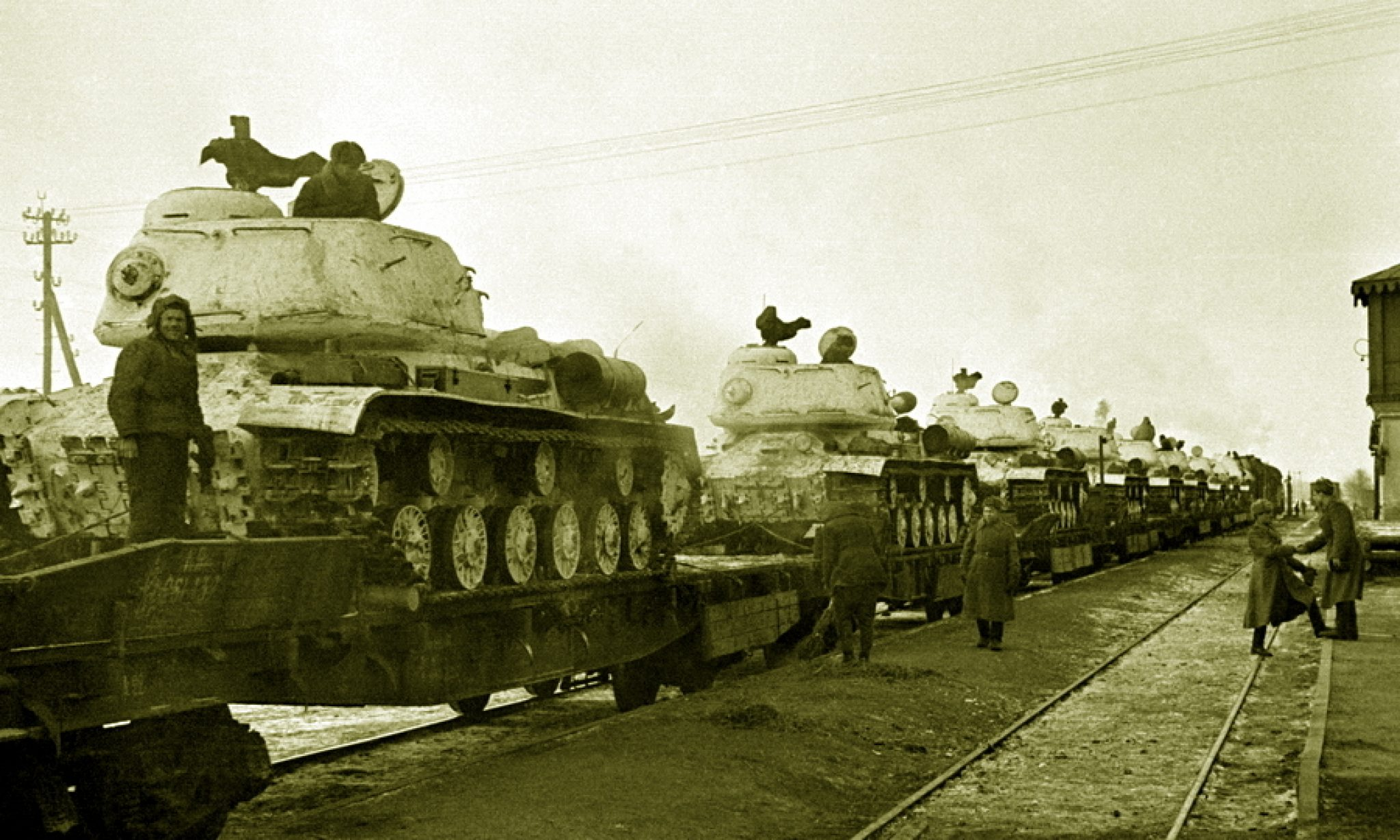
Воинский эшелон с танками ИС-2 у разъезда Дубосеково, зима 1945 года.

Воинский эшелон — временное формирование или его составная часть (подразделение), воинская команда (одна или несколько), организованные, в соответствии с руководящими документами, для перевозки в одном поезде (на одном судне, морском или воздушном) и занимающие не менее одного вагона, а в отдельных случаях с партией изделий (вооружение и военной техники).

6) «воинский эшелон» — воинское формирование или его часть (подразделение), воинская команда, организованные для перевозки в одном поезде и занимающие не менее одного вагона;— Статья 1, Соглашение между Правительством Российской Федерации и Правительством Туркменистана об организации воинских межгосударственных перевозок и о расчётах за них, от 18 мая 1995 года.

## История
Ранее эшелон (фр. echelon — уступ), в военном деле, да и сейчас — боевой и походный порядок формирований, при котором расположение его составных частей произведено в глубину, на некотором расстоянии друг от друга, или уступами, а не по фронту то есть, при котором второй эшелон располагается в глубину или уступом за первым, третий за вторым и так далее. Также при совершении марша, ранее походных движениях мирного времени, а позже при перевозках по железной дороге каждая войсковая часть делилась на эшелоны, выступающие один после другого через день или занимающие каждый отдельный поезд. То есть термин «эшелон» перешёл и на железнодорожные воинские перевозки и сначала стал обозначать каждый отдельный воинский поезд с перевозимым им формированием. Позднее для различия боевого построения и воинских перевозок добавили прилагательное «воинский», и появился термин воинский эшелон, для обозначения временного формирования (команды) при перевозках.

На Северный флот /СФ/ сегодня прибыли 644 призывника осеннего призыва 2013 года. Такой воинский эшелон, сформированный в Центральном военном округе /ЦВО/, прибывает на СФ впервые, …. .— ИТАР-ТАСС
Для перевозки железнодорожным и водным транспортом воинские части, подразделения и команды большой численности сформировываются в воинские эшелоны, а при перевозке воздушным транспортом для каждого воздушного судна комплектуются воинские команды.

… и наша дивизия [прим. 18-я танковая дивизия] — 42 эшелона, поднятая по тревоге, была направлена в этот регион для защиты рубежей Советского Союза от территориальных претензий…— Норат Тер-Григорьянц, интервью на ИА REGNUM.
Каждому воинскому эшелону (команде) орган военных сообщений в России присваивает номер, который сохраняется за ним от места сформирования до пункта назначения.
Весь личный состав воинского эшелона (команды) должен знать и соблюдать установленные правила поведения и требования безопасности при перевозке войск (сил).
Приказом командира воинской части в каждом воинском эшелоне назначаются:
- начальник,
- заместитель начальника по воспитательной работе,
- помощник по боевому обеспечению,
- помощник по снабжению,
- начальник связи,
- врач (фельдшер)[1].

В воинской команде назначается начальник команды. Старшие по вагонам (людским судовым помещениям) воинского эшелона назначаются командирами перевозимых в них формирований или начальником воинского эшелона, а дневальные по салонам воздушных судов — начальником воинской команды.
Воинское звание и фамилия начальника воинского эшелона (команды), его (её) номер объявляются всему личному составу воинского эшелона (команды).
В воинском эшелоне (команде) для несения внутренней и караульной служб, в зависимости от формирования, назначаются:
- дежурный и его помощник;
- дежурные по ротам (соответствующим им подразделениям);
- дежурные и дневальные по вагонам (людским судовым помещениям, салону воздушного судна);
- караул;
- дежурное подразделение;
- дежурный сигналист-барабанщик[1].

Перевозка формирования железнодорожным транспортом позволяет сохранить силы личного состава, предохранить вооружение и военную технику от поломок и сэкономить их моторесурс. Для батальона (дивизиона) перевозок, как правило осуществляется, одним—двумя воинскими эшелонами.
Воинские эшелоны перевозятся воинским поездом, который имеет в своем составе 30 и более вагонов различных типов, занятых личным составом или воинскими грузами.

## Интересные факты
- Во время Великой Отечественной войны могло быть ежедневно в движении по железным дорогам СССР 1 700 эшелонов с войсками и примерно 9 000 транспортов с вооружением и боевыми припасами[6].